# 外核

1.地殻、2.マントル、3a(6).外核、3b(7).内核
4.リソスフェア、5.アセノスフェア

外核（がいかく、英: outer core）とは、地球の内部の層の一つ。

## 概要
地球の内核の外側、マントルの内側にあり、厚さはおよそ2266キロメートル。中心部にある液体の層である。地球のコアに内核と外核があり、境界面にレーマン不連続面があることをインゲ・レーマンが初めて示した。マントルと外核との境界（グーテンベルク不連続面）は地下およそ2,890キロメートルにあり、外核と内核との境界（レーマン不連続面）は地下およそ5,150キロメートルにある。密度は9900kg/m³から12200kg/m³。外核は、内核と似た組成で、鉄とニッケルにより構成されていると推測されている。硫黄と酸素も外核に存在しうる。外核の温度は、最も外側の部分で4400 ℃、最も内核に近い部分で6100 ℃。温度が高いと推測され、固体になるほどの圧力を受けていない。モデルを用いた研究によると、外核は粘度の低い流体（地表面における液体金属のおよそ10倍）で、乱流により熱気を循環させている。
外核ではP波は伝播するが、S波が完全に減衰されていることも、外核が流体であることを示している。これは、粘度の低い流体はせん断応力に対応できない、すなわち粘度の低い流体はせん断応力に応じて素早く変形し、圧力をなくしてしまうことによる。
流体力学と電磁気学を融合した磁気流体力学は、導電性の流体の運動と磁場の相互作用を考える。ダイナモ理論はこれを応用し、鉄とニッケルでできた流体の外核に渦電流が発生しており、これが地磁気に影響していると考える。地球の外核における地磁気の強さを計算すると平均25ガウスである。これは地表における地磁気よりも50倍も強くなる。
熱はマントルへと移っていくため、正味の傾向として液体部分のうち、内核側との境界に近いところが固体化していき、固体の内核が成長していく。この成長スピードは1年に1ミリメートルと見積もられている。
外核による磁場の発生がなかったら、地球の生命は今と大きく違っていた可能性がある。外核の液体金属が対流することにより地球の磁場、地磁気ができている。この磁場は上空数千キロメートルにわたって存在し、いわば地球を守る天蓋となって太陽風をそらす。この磁場がなければ、太陽風が地球の大気に直に作用する。すると、地球の大気がだんだん剥ぎ取られ、生命がほとんど住めないようになり、火星のような惑星になるだろうという仮説がある。